# Burgstall Sandau
Der Burgstall Sandau ist eine abgegangene Höhenburg vom Typus einer Turmhügelburg (Motte) auf 601 m ü. NN etwa 375 Meter nördlich der ehemaligen Benediktinerklosterkirche des Landsberger Stadtteiles Sandau (Oberbayern) auf der Lechleite. Der gut erhaltene hochmittelalterliche Turmhügel wird von der Lokalforschung als Ansitz einer welfischen Dienstmannenfamilie interpretiert.

## Geschichte
Neolithische Bodenfunde belegen die vorgeschichtliche Nutzung des Burgareales als Siedlungsplatz. Das steile Hochufer und eine nördliche Erosionsrinne boten willkommenen Schutz vor Hochwässern und Feinden, der unterhalb fließende Lech reichhaltige Fischgründe.
Die hochmittelalterliche Veste über dem ehemaligen Benediktinerkloster entstand wohl im 12. Jahrhundert als Sitz der Herren von Sandau, die um diese Zeit erstmals in den Schriftquellen erscheinen (Engelschalk und Heinrich von Sandau). Zwischen 1146 und 1170 ist ein Uldaricus de Santowe belegbar, der als „famulus Henrici Ducis Saxoniae“ bezeichnet wird. Sandau dürfte damals also zum Besitz Herzog Heinrichs des Löwen gehört haben.
Die Herren von Sandau verschwinden nach 1302 aus den Urkunden. Möglicherweise war der 1370 erwähnte Konrad der Sandauer (Pfarrer von Schwabhausen) ein Nachfahre dieser Ministerialenfamilie. Nach der Verlegung der wichtigen Salzstraße und dem Ausbau der Burgsiedlung Landsberg durch Herzog Heinrich war die Burg Sandau wohl entbehrlich geworden.
1372/73 und 1388 während des „Schwäbischen Städtekrieges“ wurde der Ort Sandau weitgehend zerstört und aufgegeben. Die Bewohner sollen sich in der Angervorstadt des nahen Landsberg neu angesiedelt haben. Die Burg auf der Lechleite dürfte damals bereits verlassen gewesen sein.

## Beschreibung
Der mächtige Turmhügel der Motte wird im Norden durch eine breite Erosionsrinne geschützt, die etwa 30 Höhenmeter zum Lechufer abfällt. Nach Süden und Südwesten trennt ein bis zu 10 Meter breiter bogenförmiger Halsgraben den Burgplatz von der Hochebene ab. Die Grabentiefe beträgt im Süden ungefähr vier, gegen die Erosionsrinne ungefähr sieben bis acht Meter.
Der annähernd quadratische Hauptburgkegel (ca. 40 × 40 m) wurde mit dem Grabenaushub teilweise etwa drei Meter über das Geländeniveau aufgeschüttet. Nach Norden markiert eine bis zum natürlichen Bodenniveau abfallende große Grube den Standort eines Gebäudes.
Der südwestliche Grabenauslauf war möglicherweise durch eine Mauer gesichert. Hier überspannt ein kleines Felsentor aus Nagelfluh den Graben, das ein ideales Fundament einer solchen Sperrmauer gewesen wäre. Ein einzelner Tuffsteinquader auf dem Burghügel könnte durchaus von der mittelalterlichen Anlage stammen, wurde aber sicherlich erst in der Neuzeit hier platziert.
Von der sicherlich vorhandenen Vorburg haben sich obertägig keine Geländespuren erhalten. Das Areal unmittelbar südlich des Burgstalls ist teilweise modern bebaut und eingezäunt.
Das Bayerische Landesamt für Denkmalpflege verzeichnet das Bodendenkmal als „Burgstall des hohen und späten Mittelalters ("Sandau")“ unter der Denkmalnummer D 1-7931-0023.